# Mordellistena angusta
Mordellistena angusta är en skalbaggsart som beskrevs av Leconte 1862. Mordellistena angusta ingår i släktet Mordellistena och familjen tornbaggar. Inga underarter finns listade i Catalogue of Life.